# Biskupi grodzieńscy
Biskupi grodzieńscy – biskup diecezjalny, biskup koadiutor i biskupi pomocniczy diecezji grodzieńskiej.

## Biskupi

### Biskup diecezjalny
| Lata urzędowania | Biskup | Biskup                 | Uwagi |
| ---------------- | ------ | ---------------------- | ----- |
| 1991–2024        |        | Aleksander Kaszkiewicz |       |
| od 2024          |        | Włodzimierz Hulaj      |       |

### Biskupi pomocniczy
| Lata urzędowania | Biskup | Biskup            | Uwagi |
| ---------------- | ------ | ----------------- | --- |
| 1998–2004        |        | Antoni Dziemianko | następnie biskup pomocniczy mińsko-mohylewskiej, późniejszy administrator apostolski sede vacante mińsko-mohylewskiej w latach 2006–2007, następnie biskup diecezjalny piński |
| 2014–2021        |        | Józef Staniewski  | następnie arcybiskup metropolita mińsko-mohylewski |
| 2024             |        | Włodzimierz Hulaj | koadiutor, następnie biskup diecezjalny grodzieński |